# ون بيس: مطاردة قبعة القش
مطاردة قبعة القش، (باليابانية: ONE PIECE 3D 麦わらチェイス، بالروماجي: Wān Piisu Surī-Dī Mugiwara )، (بالإنجليزية: One Piece 3D: Straw Hat Chase)‏هو الفيلم الحادي عشر لانمي ون بيس، عرض في 19 مارس 2011 في اليابان بتقنية ال3D.

## القصة
يسرق طائر قبعة قش لوفي في الليل، لينهض لوفي في الصباح ويُجَنّ جنونه على إختفاء القبعة، فتبدأ المطادرة حين يتذكر اوسوب أثناء ذهابه في الليل إلى الحمام ورؤيته طائر يخرج من الباب مما جعله يحتار قليلاً، وٌجد المتّهم وبدأت المٌطاردة وصولاً لفخ المارين الذين أقروا برؤية سفينة قراصنة قبعة القش سابقاً، بدأت المدافع في شنّ الهجمات والطاقم في الصد ولوفي لا يزال يلاحق الطائر ليستعيد قبعته، تدخل «ساني قو» في كهف ويتوقف المارين عن اللحاق بهم لأنهم أدرى بما يوجد بداخله عش ملوك البحر يهرب الطاقم ب«كودو باست» تقنية السفينة المميزة، وصولاً إلى أحد مقرات المارين، يحجز الطائر ولوفي في قفص من الكايروسيكي ويأتي زورو للنجدة الذي هو أساساً كان ضال الطريق وتبدأ الأحداث المشوقة بقتال المارين ووجود أكثر من 3 عملاقة ضد الطاقم، وينتصر الطاقم وتعاد القبعة بمساعدة الطائر، الذي هو في الحقيقة كلب وإسمه بازو الذي أوكله صاحبه مهمةً صعبة وهي سرقة قبعة قش لوفي، لكي يبتعد عنه لأن صاحبه سكيندير ظنّ انه في آخر أيام عمره وموته امام بازو سيفطر قلبه، عالجه تشوبر واكتشف شوكةً في معدته هي سبب نزيف فمه مما أدى لمعرفته بأنه لم يصاب بالمرض.

## فريق العمل
| الشخصية         | المؤدي الياباني |
| --------------- | --------------- |
| مونكي دي لوفي   | مايومي تاناكا   |
| رورونوا زورو    | كازويا ناكاي    |
| نامي            | أكمي أوكامرا    |
| اوسوب           | كابيه ياماغتشي  |
| سانجي           | هيرواكي هيراتا  |
| توني توني تشوبر | إيكوي أوتاني    |
| نيكو روبين      | يوريكو ياماغتشي |
| فرانكي          | كازكي ياو       |
| بروك            | شيغِرو ناغاشيما  |

## روابط خارجية
- ون بيس: مطاردة قبعة القش على موقع IMDb (الإنجليزية)
- ون بيس: مطاردة قبعة القش على موقع ألو سيني (الفرنسية)
- ون بيس: مطاردة قبعة القش على موقع قاعدة بيانات الفيلم (الإنجليزية)
- ون بيس: مطاردة قبعة القش على موقع ليتربوكسد (الإنجليزية)
- ون بيس: مطاردة قبعة القش على موقع كينوبويسك (الروسية)
- ون بيس: مطاردة قبعة القش على موقع ANN anime (الإنجليزية)